# Maria José de Aguiar
Maria José Gomes de Aguiar (Vale de Cambra, 20 de dezembro de 1968) é uma professora de educação visual e política portuguesa. Atualmente, desempenha as funções de deputada à Assembleia da República, pelo CHEGA e presidente da mesa distrital de Aveiro.

## Deputada à Assembleia da República

### XVI Legislatura da República Portuguesa
A 10 de março de 2024, Maria José Aguiar foi eleita deputada à Assembleia da República pelo CHEGA, pelo círculo eleitoral de Aveiro. Na primeira reunião da Comissão de Educação e Ciência foi indicada, pela liderança de bancada, como Coordenadora do Grupo Parlamentar do CHEGA. 

#### Comissões parlamentares
- Comissão de Educação e Ciência [Coordenadora do Grupo Parlamentar]
- Comissão de Trabalho, Segurança Social e Inclusão [Suplente]

## Resultados eleitorais

### Eleições legislativas
| Data | Partido | Partido | Círculo eleitoral | Posição     | CI. | Votos  | %              | +/-   | Status | Notas               |
| ---- | ------- | ------- | ----------------- | ----------- | --- | ------ | -------------- | ----- | ------ | ------------------- |
| 2024 |         | CH      | Aveiro            | 2.º (em 16) | 3.º | 73 110 | 17,25 / 100,00 | 11,61 | Eleita | Dirigente distrital |